# Jihomoravský župní přebor 1971/1972
V soubojích 12. ročníku Jihomoravského župního přeboru 1971/72 (jedna ze skupin 5. fotbalové ligy) se utkalo 14 týmů každý s každým dvoukolovým systémem podzim–jaro. Tento ročník začal v srpnu 1971 a skončil v červnu 1972.
Po sezoně 1971/72 došlo k reorganizaci nižších soutěží, mj. byly zrušeny župy. V sezoně 1972/73 se po 7 letech vrátil název Krajské přebory a poprvé se zúčastnilo 16 týmů.

## Nové týmy v sezoně 1971/72
- Z Divize D 1970/71 sestoupilo do Jihomoravského župního přeboru mužstvo TJ Baník Ratíškovice.
- Ze skupin I. A třídy Jihomoravské župy 1970/71 postoupila mužstva TJ Dynamo Jihlava (vítěz skupiny A) a TJ Sokol Lanžhot (vítěz skupiny B).

## Konečná tabulka
Zdroj: 
| Poř. | Tým                      | Z  | V  | R  | P  | VG | OG | B  |
| ---- | ------------------------ | -- | -- | -- | -- | -- | -- | -- |
| 1.   | TJ Jiskra Kyjov          | 26 | 16 | 4  | 6  | 60 | 25 | 36 |
| 2.   | VTJ VAAZ Brno            | 26 | 12 | 10 | 4  | 46 | 30 | 34 |
| 3.   | TJ Tatran PKZ Poštorná   | 26 | 12 | 9  | 5  | 51 | 31 | 33 |
| 4.   | TJ Spartak Třebíč        | 26 | 12 | 8  | 6  | 40 | 31 | 32 |
| 5.   | TJ Slovan Retex Ivančice | 26 | 13 | 5  | 8  | 37 | 29 | 31 |
| 6.   | TJ Baník Ratíškovice (S) | 26 | 13 | 4  | 9  | 52 | 42 | 30 |
| 7.   | TJ Dynamo Jihlava (N)    | 26 | 11 | 7  | 8  | 54 | 32 | 29 |
| 8.   | TJ Baník Dubňany         | 26 | 12 | 5  | 9  | 55 | 34 | 29 |
| 9.   | TJ Sokol Šlapanice       | 26 | 8  | 9  | 9  | 29 | 31 | 25 |
| 10.  | TJ Sokol Lanžhot (N)     | 26 | 7  | 7  | 12 | 39 | 52 | 21 |
| 11.  | TJ Baník Zbýšov          | 26 | 7  | 7  | 12 | 22 | 34 | 21 |
| 12.  | TJ Spartak ADAST Adamov  | 26 | 5  | 5  | 16 | 30 | 60 | 15 |
| 13.  | TJ Slovan Hodonín        | 26 | 7  | 1  | 18 | 19 | 69 | 15 |
| 14.  | TJ Spartak I. brněnská   | 26 | 4  | 5  | 17 | 28 | 58 | 13 |

Poznámky:
- Z = Odehrané zápasy; V = Vítězství; R = Remízy; P = Prohry; VG = Vstřelené góly; OG = Obdržené góly; B = Body; (S) = Mužstvo sestoupivší z vyšší soutěže; (N) = Mužstvo postoupivší z nižší soutěže (nováček)

|  | Postup do Divize D 1972/73                               |
|  | Přechod do Jihomoravského krajského přeboru 1972/73      |
|  | Sestup do skupin I. A třídy Jihomoravského kraje 1972/73 |